# Суман Покхрел
Суман Покхрел (шп. Suman Pokhrel \ непалски: सुमन पोखरेल; рођен 21. септембар 1967) је непалски песник, преводилац, и уметник..
Његови радови су преведени и објављени на међународном плану.
Добитник је СААРЦ књижевне награде у 2013 и 2015. години за своју поезију и његов допринос поезији и уметности уопште у Јужној Азији.

## Детињство и младост
Суман Покрел рођен је 21. септембра 1967. године, у области Милс, Биратнагар, као прво дете Мукунда Прасад Покрела и Бакта Деви Покхрел.
Суман Покхрел је похађао Бал Мандир, у предшколском васпитању и у развојном центру у власништву државе у Биратнагару, до пете године. Покхрел се преселио у село својих предака Кациде у Данкути када је имао седам година, и живео са очевом мајком. Његов деда Бидјанат Покрел је био песник и политичар. Са књижевношћу се упознао преко библиотеке свога деде, испуњене непалском, Хинду и класичном књижевношћу на санскриту. У дванаестој години, вратио се у Биратнагар да живи са својим родитељима. Покрелу је ментор био његов отац, који је био инжењер по струци и библиофил који се интересовао за уметност и књижевност.

## Образовање
Покхрел је стекао дипл, М. Б. А. и Б. Л. са Универзитета Трибхуван, у Непалу.

## Каријера
Суман Покхрел се придружио Непали државној служби као секција службеника у фебруару 1995. године. Напустио је посао и придружио се План Интернатионал у децембру 1998. године као развојни активиста и отишао у удаљени брдовити регион земље. Посао је захтевао посете удаљеним подручјима у региону.
Током посете сиромашним селима је интернализовао и осетио муку живота мушкараца, жене и деце . У том периоду живота пробудио се његов унутрашњи песник.
Његова песма обележје, 'Таџ Махал и Мој Лове', су иновативне песме . Он је написао ове песме са страхопоштовањем према величини Таџ Махала.

## Књижевних дела

### Публикације

#### Збирке поезије
- Соониа Мутуку Дхадканбхитра - 2000, Ваани Публикација Биратнагар, Непал
- Јееванко Цххеубаата - , Ваани Публикација Биратнагар, Непал. . 2009. ISBN 9789994626556 Проверите вредност параметра |isbn=: checksum (помоћ). Недостаје или је празан параметар |title= (помоћ)

#### Лирске поеме Колекција
- Хазаар Аанкхаа Ји Аанкхаамаа , Ваани Публикација Биратнагар, Непал. . 2003. ISBN 9789993365637 Проверите вредност параметра |isbn=: checksum (помоћ). Недостаје или је празан параметар |title= (помоћ)

### Пријевод

#### Поезија
- Превођење броја радова страних песника у Непали укључујући и Ана Ахматова, Анна СВИР, Аллен Гинсберг, Делмира Агустини, Фаиз Ахмед Фаиз, Фороугх Фаррокхзад, Габриела Мистрал, Гулзар, Жак Преверт, Махмуд Дарвиш, Назик Ал Малаика, Назим Хикмет, Низар Каббани, Октавио Паз, Пабло Неруда, Сахир Лудхиианви, Силвија Плат, Иехуда Амицхаи.

#### драма
- Превођење "Буре" Вилијама Шекспира у Непали као Аандхибехари

#### Аутобиографија
- Превођење Ајеет Цоур је аутобиграпхи у Непали као Пхиранта

## Награде
- СААРЦ Књижевна Награда 2013 – Оснивање СААРЦ писаца и књижевност
- Парикалпна Награда, 2013 - Парикалпана Самаиа, Индија
- Јаиандра Најбоље књигу године награду, 2010 – Јаиандра Прасаи академија